# Аббатский дворец в Оливе
Аббатский дворец в Оливе — построен в 1754 — 1756 гг. в стиле рококо Яцеком Рыбинским, последним аббатом гданьского монастыря цистерцианцев, в состав которого входил также Оливский собор.
По инициативе властей Вольного города Данцига, к юбилею Оливы 18 марта 1926 года, во дворце был открыт музей:9. Первым директором стал Эрих Кейсер. В 1945 здание полностью сгорело. Восстановлено в 60-х годах XX века для размещения Этнографического отдела Поморского музея. С 1989 года во дворце располагается Отдел современного искусства Национального музея Гданьска. Его силами проводятся тематические выставки, постоянно работает художественная галерея.